# Keenan Clayton
Keenan Clayton (Sulphur Springs, 19 giugno 1987) è un giocatore di football americano statunitense che è attualmente un linebacker free agent della National Football League. Fu scelto nel corso del quarto giro (121º assoluto) del draft NFL 2010 dagli Eagles. Al college giocò a football all'Oklahoma University.

## Carriera professionistica

### Philadelphia Eagles
Clayton fu scelto nel corso del quarto giro del Draft 2010 dai Philadelphia Eagles. Il 10 giugno firmò un contratto quadriennale del valore di 2,257 milioni di dollari. Debuttò nella NFL il 7 novembre contro gli Indianapolis Colts. Il 31 agosto 2012 venne svincolato.

### Oakland Raiders
Il 1º settembre 2012 firmò un contratto di due anni del valore di 1,065 milioni di dollari. Concluse la stagione giocando 15 partite soprattutto con la squadra speciale. Il 25 agosto 2013 venne svincolato.

## Vittorie e premi
- Nessuno

## Statistiche
| Partite totali      | 36 |
| Partite da titolare | 1  |
| Tackle totali       | 48 |
| Sack fatti          | 0  |
| Intercetti fatti    | 0  |
| Fumble forzati      | 0  |
| Fumble recuperati   | 0  |
| Passaggi deviati    | 3  |

Statistiche aggiornate alla stagione 2012